# Паријаж
Паријаж (фр. paréage) је уговор кога су у феудалној епоси два феудалца склапала ради заједничке експлоатације феуда.

## Значење
Пријаж је представљао ортаклук између двојице феудалаца. Ти феудалци називају се "паријери". Властела су паријери за експлоатацију једног властелинства, оснивање једног града, отварање једног трга и сл. У Лангедоку су мноштво млинова експлоатисали паријери. Знаменити перијаж склопљен је 1278. године између иржелског епископа и грофа од Фоа у погледу Андоре. Њиме је подељен суверенитет над овом територијом. 